# Puerto Rico (eiland)

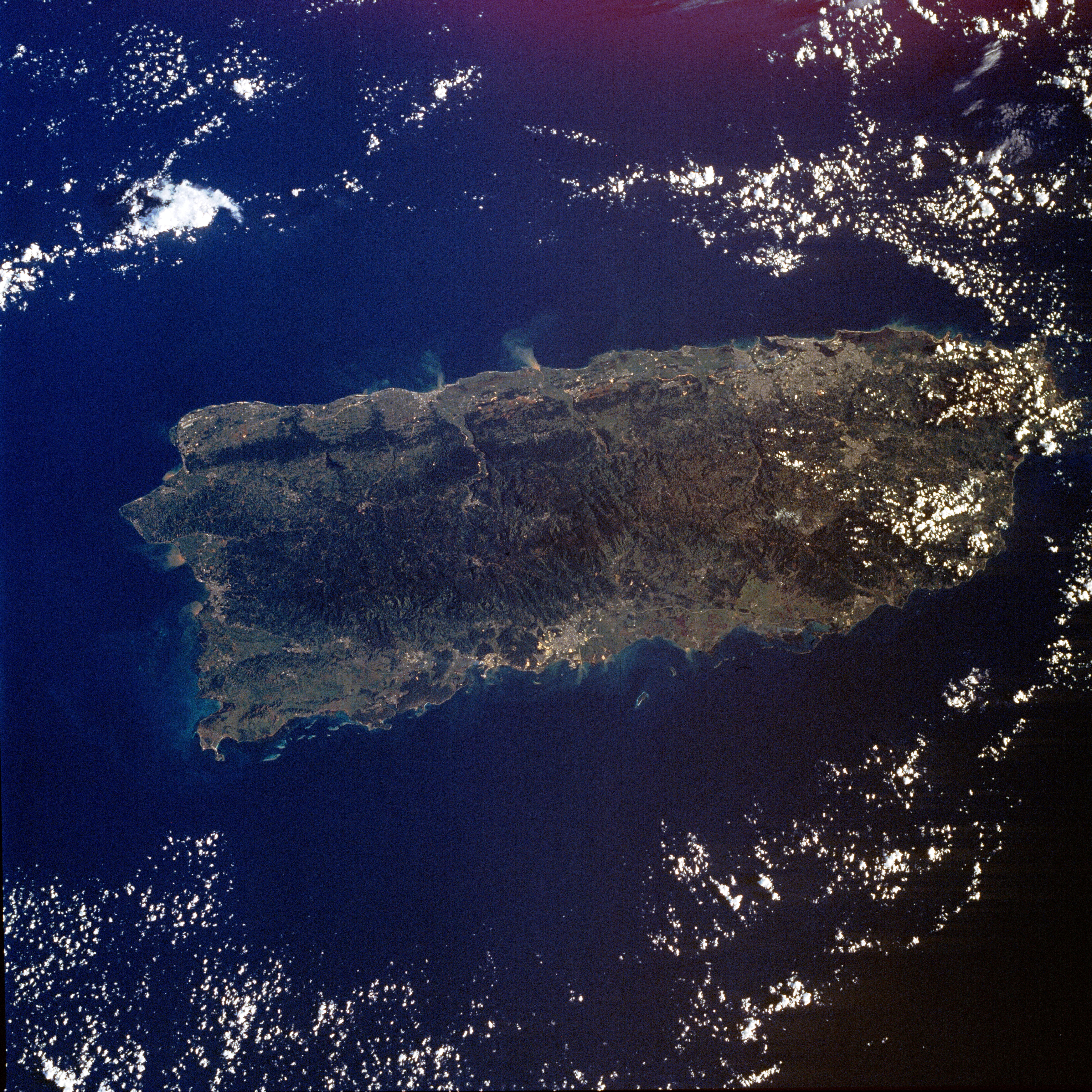
Satellietfoto

Puerto Rico is het hoofdeiland van het Amerikaanse gebiedsdeel Puerto Rico. Het meet 170 kilometer bij 60 kilometer en ligt ten oosten van het grotere eiland Hispaniola.
Het eiland heeft een bevolking van ongeveer 4 miljoen. De hoofdstad en tevens grootste stad is San Juan, De stad ligt op de noordkust van het hoofdeiland en heeft zo'n 430 duizend inwoners. Het hoogste punt is 1338 meter, het laagste ligt op zeeniveau.